# Rue Bixio
Pour les articles homonymes, voir Bixio.
La rue Bixio est une voie du 7e arrondissement de Paris, en France.

## Situation et accès
La rue Bixio est une voie publique située dans le 7e arrondissement de Paris. Elle débute au 1 bis, avenue de Lowendal et se termine au 2 ter, avenue de Ségur.

## Origine du nom

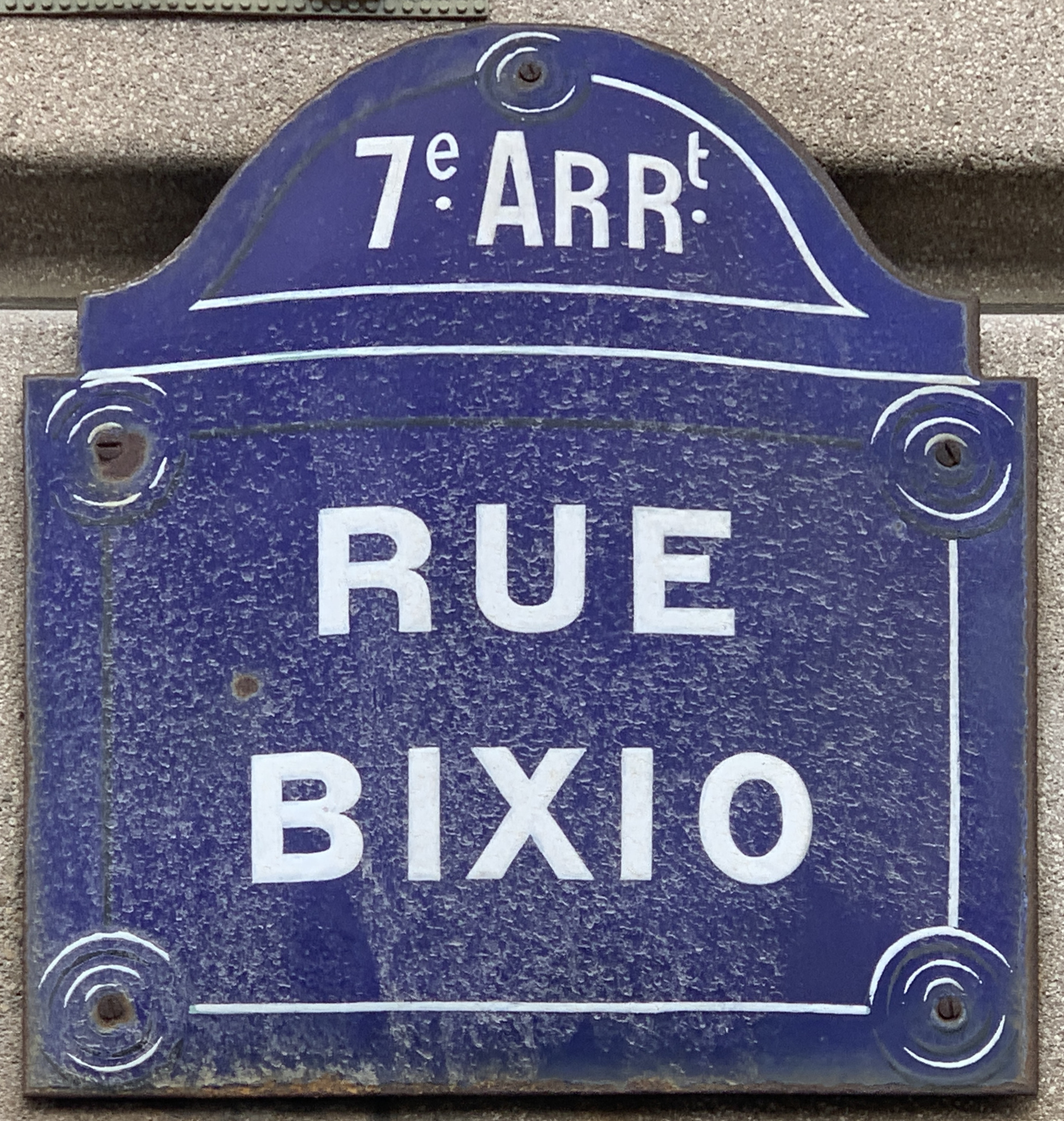
Plaque de la rue.

Elle porte le nom du conseiller municipal et directeur de la Compagnie Générale des Voitures à Paris, Jules Maurice Bixio (1836-1908).

## Historique
Cette voie a été ouverte, sur une longueur de 40 m à partir de l'avenue de Ségur, sur l'emplacement d'un ancien dépôt de la Compagnie générale des Voitures à Paris, sous sa dénomination actuelle.
Elle a été prolongée, en 1935, jusqu'à l'avenue de Lowendal et a été classée dans la voirie de Paris par un arrêté du 9 septembre 1938.